# Parnaenus
Parnaenus es un género de arañas araneomorfas de la familia Salticidae. Se encuentra en Sudamérica y Centroamérica.   

## Lista de especies
Según The World Spider Catalog 12.5::
- Parnaenus cuspidatus F. O. Pickard-Cambridge, 1901
- Parnaenus cyanidens (C. L. Koch, 1846)
- Parnaenus metallicus (C. L. Koch, 1846)